# Castilla (Sorsogon)
Castilla é um município de  terceira classe de renda municipal (d) na província Sorsogon, nas Filipinas. De acordo com o censo de 1 de maio  de  2020 possui uma população de 60 635 pessoas e 14 035 domicílios.